# Cacostola volvula
Cacostola volvula är en skalbaggsart som först beskrevs av Fabricius 1781.  Cacostola volvula ingår i släktet Cacostola och familjen långhorningar. Inga underarter finns listade.